# 平宗盛
平 宗盛（たいら の むねもり）は、平安時代末期の平家一門の武将・貴族・公卿。平清盛の三男。母は清盛の継室・平時子。時子の子としては長男であり、安徳天皇の母・建礼門院（平徳子）は同母妹である。官位は従一位行内大臣。平氏政権の惣管。通称は屋島大臣など。

## 生涯

### 生い立ち
久安3年（1147年）に生まれる。この時、清盛は30歳、時子は22歳、長兄の重盛は10歳だった。二人とも正室の子として生まれてはいるが母親は異なり、また本人たちの年齢も10歳差と離れていたため、当初から重盛と宗盛の間には対立の芽が内包されていた。
保元の乱終結後の保元2年（1157年）10月、信西の主導により大内裏が再建された。10月22日には内裏造営の賞として叙位が行われ、重盛・頼盛・教盛・経盛にそれぞれ位階の昇叙があった。同日、宗盛は11歳で従五位下に叙せられている。叙爵の年齢は清盛・重盛より早く、正室・時子の長子として優遇されていた様子が窺える。

### 二条親政期
平治元年（1159年）12月、宗盛は清盛の熊野参詣に同行していたが、その途上で平治の乱が勃発する。清盛はすぐに都へ引き返すと、二条天皇を内裏から六波羅に脱出させることに成功する。官軍の立場を得た清盛は藤原信頼・源義朝を打ち破り、乱は平氏の勝利に終わった。12月27日、乱を鎮圧した勲功を賞する除目が行われ、宗盛は遠江守となる。前任者の重盛が伊予守に任じられたことによる後任人事だった。翌永暦元年（1161年）正月には、異母兄・基盛と任国を交代して淡路守となる。2月には同母弟・知盛が武蔵守となるが、これらの国はいずれも清盛の知行国だった。
11月、鳥羽法皇の遺言で家長となっていた美福門院が死去したことで、後白河院政派と二条親政派の対立が本格化する。応保元年（1161年）9月に憲仁親王（後白河上皇の第七皇子、後の高倉天皇）立太子の陰謀が発覚すると、二条天皇は院近臣を解官して後白河上皇の政治介入を停止した。二条天皇は親政確立に意欲を見せ、蔵人頭・中山忠親に対して直接御前に来て奏上するように命じるが、その連絡役を務めたのは宗盛だった。清盛は二条親政を支持する姿勢を示すために、宗盛を二条天皇の側近として送り込んでいたものと推測される。
応保2年（1162年）10月28日、宗盛は左馬頭となる。左馬頭は宮中の軍馬を管理する馬寮の長官であり、平治の乱以前は源義朝が務めていた。軍事貴族にとっては極めて重要な官職であったため、平治の乱以降は重盛が任じられている。この日、重盛は右兵衛督となっているので、これもまた、重盛が左馬頭を辞任したことによる後任人事と見られる。なお、宗盛が辞任した後の左馬頭は重衡であり、馬寮を平氏一門で独占しようとする清盛の強い意思が感じられる。

### 建春門院の猶子
長寛2年（1164年）4月、関白・近衛基実と宗盛の妹・盛子の婚姻が成立すると、宗盛は重衡とともに摂関家政所の別当になった。清盛の意図は二条天皇と摂関家に接近することで平氏の勢力を拡大することにあったが、永万元年（1165年）に二条上皇が、翌年に基実が相次いで死去したことで、後白河上皇を支持する方針に変わっていく。仁安元年（1166年）10月10日、後白河上皇は憲仁親王の立太子を行い、翌月には清盛を内大臣に任じた。宗盛は五節の節会において、重盛・知盛とともに舞姫を献じている。
翌仁安2年（1167年）5月に清盛は太政大臣を辞任、重盛が平氏の棟梁となる。8月、宗盛は位階が上の叔父・頼盛を超えて参議に補され、一門において重盛に次ぐ地位を確保した。翌月、後白河上皇と寵妃平滋子（建春門院、宗盛の生母時子の異母妹）は熊野参詣を行い、重盛・宗盛も付き従った。この時、重盛が後白河上皇の供をしたのに対して、宗盛は平時忠・平親宗（ともに時子と滋子の兄弟で、宗盛の伯父）らと並んで滋子の供をしている。宗盛は母・時子との関係から滋子の猶子となっていた。滋子が女御・皇太后・女院になった際には、家司・皇太后宮権大夫・女院別当となるなど一貫して滋子の側に仕え、妻に滋子の同母妹・清子（高倉天皇の典侍、中納言三位）を迎えている。宗盛が、母の出身である高棟流平氏と密接につながっていたことを物語っている。
嘉応元年（1169年）12月の嘉応の強訴で、後白河法皇は防御のために武士を招集する。武士を率いていたのは重盛・宗盛・頼盛で、兵力の内訳は重盛が200騎、宗盛が130騎、頼盛が150騎だった。宗盛は重盛・頼盛に次ぐ兵力を動員しており、平氏軍の中核を担うまでになっていた。嘉応2年（1170年）12月、宗盛は権中納言に昇進、翌年正月の高倉天皇元服の儀式では装束の奉仕を務めている。
この時期の重盛は殿下乗合事件で松殿基房と対立し、権大納言を辞任していた。重盛と宗盛の官位の差は徐々に狭まっていたが、承安元年（1171年）12月、重盛は権大納言に還任する。承安3年（1173年）、宗盛は滋子の御給で従二位に叙せられるが、重盛はそれより上の正二位・権大納言であり、両者の立場が入れ替わることはなかった。承安年間は安定期であり、官位の接近により重盛と宗盛の関係が悪化した形跡は見られない。安元2年（1176年）に催された後白河法皇の50歳の賀にも、宗盛は一門の筆頭である重盛に付き従って出席している。

### 政権の動揺
安元2年（1176年）7月に滋子が死去したことで、今まで隠されていた平氏と後白河法皇の対立はしだいに顕在化することになる。最大の庇護者を失った宗盛は年末に権中納言を辞任するが、翌安元3年（1177年）正月に重盛が左大将になったことに伴い、還任して空席となった右大将に任じられた。両大将を平氏が独占する形となったが、宗盛は滋子の猶子であり後白河法皇との関係も良好だった。後白河法皇は2月3日の宗盛の拝賀に、殿上人を遣わしている。
3月、後白河法皇が福原を訪れたことで対立は緩和されたかに見えたが、4月になると延暦寺が加賀守・藤原師高の流罪を要求して強訴を起こす。後白河法皇は天台座主・明雲を解任・配流とするなど、強硬な態度で臨んだ。この事件で重盛・宗盛は、延暦寺との衝突を何とか回避しようと懸命になっていた。5月末に清盛が上洛して後白河法皇と会談を行ったが、後白河法皇の意思は固く延暦寺攻撃が決定される。その直後の6月1日、西光・藤原成親らによる平氏打倒の陰謀が発覚する（鹿ケ谷の陰謀）。
院近臣の中核だった西光・成親が殺害されたことで、後白河法皇は平氏への屈服を余儀なくされる。重盛も義兄の成親が関与していたことで面目を失い、政治的地位を失墜させた。宗盛も後白河法皇とは近い関係にあり、難しい立場となったことに変わりはなかった。しかし、重盛が事実上の失脚状態となったことで表舞台に立たざるを得ず、翌治承2年（1178年）4月、権大納言になる。
5月24日、徳子の懐妊が明らかとなり、翌月には宗盛の妻・清子が乳母に選ばれた。ところが、清子は腫物が悪化して7月16日に死去してしまう。この時、宗盛は悲嘆のあまり右大将を辞任している。11月に徳子が言仁親王（高倉天皇の第一皇子、後の安徳天皇）を出産すると、ただちに親王宣下と立太子が行われた。宗盛は右大将に復帰して春宮大夫となったが、すぐに大夫の地位を花山院兼雅に明け渡した。妻の死後、宗盛は政治への意欲を失ったらしく、翌治承3年（1179年）2月には権大納言・右大将も辞任してしまう。宗盛の精神的弱さともいえるが、清盛と後白河法皇の対立の中で苦境に陥ったことも理由の一つと推測される。

### 反乱と以仁王の挙兵
6月に盛子、7月に重盛が相次いで死去したことを契機に、後白河法皇はその荘園・知行国を没収した。さらに清盛の娘婿・近衛基通を無視して、松殿基房の子・師家を権中納言に任じた。これに激怒した清盛は、11月14日に上洛して反乱を起こす（治承三年の政変）。宗盛はその直前の11日、厳島神社へ参詣に向かっていた。清盛に対する消極的な批判だったと思われるが、途中で呼び戻されて同道することになる。結果は、基房の解任・配流、反平氏公卿・殿上人・受領の大量解官、後白河法皇の幽閉・院政停止であり、それらの措置を済ませると清盛は福原に引き上げた。京都に残された宗盛は、相談もなく始まった反乱に困惑していたが後始末をつけねばならず、院近臣の追捕・所領の没収を行った。この時に以仁王の所領を没収したことが、以仁王の挙兵の直接的な原因となる。
翌治承4年（1180年）2月に安徳天皇が践祚して、高倉院政が開始される。院庁の執事別当には四条隆季が就任し、平時忠・藤原長方・吉田経房・土御門通親・日野兼光など実務に長じた貴族が、政務に未熟な高倉上皇を補佐することになった。宗盛は政権に直接的には加わらず、知盛が軍事の中枢ともいえる御厩別当に任じられている。譲位後の3月、高倉上皇は厳島神社に御幸するが、参詣に反対する園城寺・興福寺・延暦寺では、僧徒の中に後白河法皇・高倉上皇の身柄を奪取しようとする動きがあったため、宗盛は知盛・通盛・経正らに命じて警護を厳しくした。宗盛は福原まで供奉したが洛中不穏のため、清盛の命により京都へ引き返した。
厳島御幸も無事に終わり、4月には安徳天皇の即位式が行われるが、その直後の5月に以仁王の謀反が明らかになった。16日、以仁王を匿う園城寺との間で身柄の引渡し交渉が行われたが決裂となり、宗盛以下10人の大将による園城寺攻撃が決定する。ところがそのうちの一人だった源頼政が以仁王に合流し、延暦寺大衆300人の参加、さらには興福寺の蜂起といった情報も伝えられるなど、事態は一挙に深刻なものとなり洛中は混乱に陥ったが、26日、平氏軍が以仁王・頼政を討ち取ったことで乱は終息する。30日、追討の賞として宗盛の子・清宗が従三位に叙せられた。清盛の孫では最初の公卿であり、年長である平維盛・資盛（ともに重盛の子）を超えたことで、平氏の嫡流が小松家から宗盛に移ったことを示すものとなった。

### 反乱の激化と畿内惣官
6月に入ると、清盛は突如として福原行幸を強行する。宗盛は四条隆季・藤原邦綱とともに、高倉・後白河両院の御幸の列に供奉した。新都建設計画が準備不足により難航したため、反対意見も出されたが清盛に一蹴される。
しかし、8月から全国各地で反乱の火の手が上がり、富士川の戦いで追討軍が大敗したという報告が届くと、宗盛は還都を進言して清盛と激しい口論となり、周囲の人々を驚かせた。従順だった宗盛までが反対意見を述べたことで、今まで押さえ込まれていた還都論は一挙に再燃する。清盛も還都に同意せざるを得なくなり、23日に一行は福原を出発、26日に帰京した。
翌12月から追討が本格化するが、近江国で早くも反乱軍に行く手を阻まれ、園城寺・延暦寺の大衆に後方を攪乱されるなど苦戦が続き、「禅門（清盛）前将軍（宗盛）等、気力衰へ了んぬ」、「禅門天下の事を前幕下（宗盛）に委ね了んぬ」という情報も流れた。南都焼討により畿内の反平氏勢力はひとまず鎮圧されたが、翌治承5年（1181年）正月14日、容態が悪化していた高倉上皇が崩御する。幼い安徳天皇は政務を執ることができないため、後白河法皇の院政再開は避けられないものとなった。
正月19日、高倉上皇の遺言と称して宗盛に畿内惣官の宣旨が下る。これは五畿内・近江・伊賀・伊勢・丹波の9ヵ国にまたがる強力な軍事指揮権であり、軍事作戦遂行のために必要な諸権限を平氏が全面的に掌握することを公的に認めるものだった。2月7日には丹波国に諸荘園総下司職が設置されるなど、反撃の準備が整えられていった。翌閏2月には、関東への追討使として宗盛が自ら出馬して「一族の武士、大略下向」する予定だったが、清盛の病が「十の九はその憑み無し」という状況となり派兵は延期となる。
閏2月4日、清盛は死去した。清盛の死によって、宗盛が平氏の棟梁の座を継いだ。清盛は死の直前、後白河法皇に宗盛と協力して政務を行うよう奏上したが、返答がなかったため、恨みを残して「天下の事、偏に前幕下の最なり。異論あるべからず」と言い残したという。

### 院政再開と追討続行
清盛の死後、宗盛は「故入道の所行等、愚意に叶わざるの事等ありと雖も、諫争する能はず。只彼の命を守りて罷り過ぐる所なり。今に於いては、万事偏に院宣の趣を以て存じ行うべく候」と表明して、後白河法皇に恭順する姿勢を示した。宗盛の発言を受けて、後白河法皇は公卿議定を開いて追討の中断を決定する。静憲が宗盛に議定の決定を伝えると、宗盛は追討使として重衡を下向させることを理由に、追討のための院庁下文を発給することを要求した。静憲が「それでは話が違う」と抗議すると、宗盛は「頼盛・教盛等の卿を招き相議し、重ねて申さしむべし」と返答した。
このように院政の再開は認めても、清盛が生前に残した惣官体制により軍事的な権限は依然として平氏が掌握していた。3月10日、重衡率いる追討軍は墨俣川の戦いで源行家を破り、美濃・尾張は平氏の勢力下に入った。東国の戦況が好転したことで、宗盛は鎮西反乱の鎮圧に乗り出す。4月10日、宗盛の強い推挙で原田種直が大宰権少弐に補され、4月14日には菊池隆直追討宣旨が下される。しかし、墨俣川の戦いの直後には早くも官兵の兵粮は尽き始め、6月には横田河原の戦いで城助職が惨敗、7月には北陸道でも反乱が起こり能登国の目代が逃亡した。この頃の平氏は「その勢日を遂ひて減少し、諸国の武士等、敢へて参洛せず」という状況であり、貴族の所領を奪って武士に給与するという非常手段に出るものの、違背者が続出して効果はなかった。
このような中で、源頼朝は後白河法皇に「全く謀叛の心なし。偏に君の御敵を伐たんためなり。而れども若し平家を滅亡せらるべからずば、古昔の如く、源氏平氏相並び、召し使ふべきなり」と密奏を行う。戦乱の長期化は荘園領主にとって年貢納入の激減を意味したため、後白河法皇は宗盛に和平を打診した。宗盛は後白河法皇が頼朝と独自に交渉したことを咎めず、その和平案にも「この儀尤も然るべし」と一定の理解を示しながら、「我が子孫、一人と雖も生き残らば、骸を頼朝の前に曝すべし」という清盛の遺言を盾に、「勅命たりと雖も、請け申し難きものなり」と拒否している。

### 戦線の停滞
8月になると宗盛は追討使として平貞能を鎮西に、平通盛・経正を北陸に派遣する。14日には北陸道追討宣旨が下り、京都にいる兵力だけでは反乱鎮圧が困難であることから、藤原秀衡が陸奥守、城助職が越後守となった。現地の豪族が国司になることは前代未聞で、九条兼実は「天下の恥」と憤慨している。
北陸道は平氏の知行国が多く京都への重要な食料補給路であり、兵站地として確保しなければならない地域だった。しかし通盛は越前水津で敗れ越前国府を失陥し、経正も若狭国境を越えることができず、北陸道は反乱軍の手に落ちる。鎮西に向かった貞能も備中に逗留して兵粮の欠乏を訴える有様だった。
10月になると宗盛は、北陸道に知度・清房（宗盛の異母弟）・重衡・資盛、東海道・東山道に維盛・清経（重盛の子）、熊野に頼盛の子息2名を派遣するという大規模な遠征計画を立てる。
最も重要な洛中守護は宗盛・教盛・経盛・頼盛・知盛が担当した。この時、宗盛とともに洛中に留まった者が政権中枢にあったと考えられる。宗盛の地位を脅かす障害は重盛の小松家であり、小松家は危険な遠征軍として最前線に送られることになった。しかし遠征計画は延引を繰り返して結局は実施されず、11月には北陸道に派遣されていた通盛も京都に引き返した。
一方、後白河法皇は平氏の傀儡となることを潔しとせず、勢力基盤の回復に努めていた。4月10日に安徳天皇を八条頼盛邸から閑院に遷し、11月25日に徳子が院号宣下を受けると殿上人を自ら清撰している。
天皇と母后を平氏から引き離す狙いがあったと見られる。翌養和2年（1182年）3月には、藤原定能・藤原光能・高階泰経が還任して「去る治承三年解官の人々。去る冬今春の除目、過半還補」となり、壊滅状態だった院政派も息を吹き返した。宗盛は政治的発言力を高める後白河法皇への対応に苦慮していたらしく、平氏と後白河法皇の連絡交渉を担当する親宗に「天下の乱、君の御政の不当等、偏に汝の所為なり。故禅門は遺恨ありし時、直にこれを報答す。宗盛に於いては、尋常と存じ、万事存ぜざるが如く知らざるが如し。仍つてことに於て面目を損ず。頗る怨み申す所なり」と八つ当たりとも取れる発言をしている。
ただし、九条兼実に代表される貴族層は日和見的態度を取ったため、後白河法皇も一挙に主導権を握ることはできなかった。この年は養和の飢饉の影響で大規模な軍事活動は行われず、内外の情勢は一種の膠着状態となる。9月4日、宗盛は権大納言に還任し、10月3日には内大臣となる。11月24日には、戦乱で延期されていた安徳天皇の大嘗会が執り行われた。

### 北陸追討軍の壊滅
寿永2年（1183年）2月21日、安徳天皇は初めて後白河法皇への朝覲行幸を行う。この時、宗盛は翌3月に追討使を発向させることを計画し、嫡子・清宗の妻に頼盛の娘を迎えることで一門の結束を図っていた。2月27日、宗盛は内大臣を辞任する。その意図は定かでないが、辞任の前に時忠・頼盛・知盛・重衡・親宗が集まっているので、一門の総意だったと推測される。
追討使の発向は遅れ、4月9日にようやく北陸征討が伊勢以下16社に祈願され、4月17日、維盛を総大将とする10万騎ともいわれる大軍が北陸道に下向する。養和の北陸出兵をはるかに上回る規模の動員であり、兵粮徴発の過程で武士の狼藉が多発して「上下騒動」する。狼藉停止の訴えが殺到するが、宗盛は耳を貸さなかった。
しかし、平氏が総力を結集して送り込んだ追討軍は5月11日の倶利伽羅峠の戦いと6月1日の篠原の戦いで壊滅し、これまで維持されてきた軍事均衡は完全に崩壊した。敗軍は京都に逃げ帰り、6月6日に開かれた公卿議定は「士卒その力追討に疲れ、忽に叶ひ難し」として、伊勢・近江で敵軍を食い止めるしかないと結論を下している。木曾義仲軍は6月13日には近江に進軍する。宗盛は鎮西から帰還する貞能の軍勢に期待していたが、貞能が京都に引き連れた軍勢はわずか1,000余騎に過ぎず、戦力にならなかった。

### 一門都落ち
6月末、京都を守る最後の砦ともいえる延暦寺では、源氏に味方しようとする大衆と源平両氏の和平を模索する僧綱の間で対立が起こっていた。平氏は、宗盛以下公卿10人が「延暦寺を平氏の氏寺に、日吉社を氏社とする」という起請文を連名で出し、延暦寺の懐柔に躍起となっていた。
義仲軍が近江勢多に、行家軍が伊賀国に到達したため、平忠度率いる100騎が丹波国に、資盛・貞能率いる3,000騎が宇治を経て近江に向かう。
22日になると延暦寺の僧綱が下山して、義仲軍が東塔惣持院に城郭を構えたことを明らかにした。丹波の忠度は撤退し、資盛・貞能は宇治で行家軍に行く手を阻まれ、摂津国河尻では多田行綱が船を差し押さえ、平氏の補給路を遮断していた。宗盛は一門の中核である知盛・重衡率いる3,000騎を勢多に、頼盛を山科に投入するが、もはや京都の防衛は絶望的な情勢だった。
24日、安徳天皇は法住寺殿に行幸するが、すでに「遷都有るべきの気出来」という噂が流れており、平氏が後白河法皇・安徳天皇を擁して西国に退去する方針は決定していたと思われる。西走計画自体は、かなり早い段階から練られていた。しかし、後白河法皇は25日未明、法住寺殿を脱出して延暦寺に向かう。後白河法皇脱出の報は寅の刻（午前4時）頃から徐々に流れ、辰の刻（午前8時）頃には事実と判明した。「心モ失セテ見エケレバ」と動転した宗盛は六波羅に火を放ち、安徳天皇・建礼門院・近衛基通・一族を引き連れて周章駆け出した。しかし、3年前の福原行幸と異なり安徳天皇や平氏に付き従う者は少なく、頼盛や小松家は離脱の動きを見せ、同行していた基通も途中で引き返した。頼盛・基通は京都に残留するが、小松家は後白河法皇と連絡が取れなかったため、やむを得ず宗盛の後を追った。
後白河法皇は27日に京都に戻り、28日に「前内大臣が幼主を具し奉り、神鏡剣璽を持ち去った」として平氏追討宣旨を下す。ここに平氏は賊軍に転落することになり、味方を集めることが困難となった。

### 逃避行
宗盛は一門を引き連れて、福原から海路を西へ落ち延びる。目指す先は九州の大宰府だった。大宰府は日宋貿易の拠点として平氏が勢力を扶植していた地域であり、平氏の家人・原田種直が現地の最高責任者・大宰少弐となっていた。平氏は8月中旬には九州に上陸するが、豊後の臼杵、肥後の菊池は形勢を観望して動かず、宇佐神宮との提携にも失敗するなど現地の情勢は厳しいものだった。特に豊後は院近臣・難波頼輔の知行国であり、後白河法皇の命を受けた緒方惟栄が平氏追討の準備をして待ち構えていた。惟栄が重盛の家人だったことから資盛が説得に赴くが、交渉は失敗に終わる。
9月、宗盛は後白河法皇に「臣に於て全く君に背き奉るの意無し。事図らざるに出で周章の間、旧主に於ては且らく当時の乱を遁れんため、具し奉り外土に蒙塵し了んぬ。然れどもこの上の事、偏に勅定に任すべし」という内容の書状を送り、事態の打開を図った。後白河法皇は宗盛の提案を黙殺したらしく、義仲に平氏追討を命じている。結局、平氏は10月には九州の地を追われ、再び海上を漂うことになった。

### 勢力回復
九州を追われた平氏は、阿波国の田口成良の支援により何とか四国に上陸する。この時、義仲軍は妹尾兼康を討って備中国まで進出していた。宗盛は戦闘を回避するため、義仲に使者を送り「今に於ては偏に帰降すべし。只命を乞はんと欲す」と申し入れるが、義仲は応じなかったらしい。閏10月1日、平氏軍は四国渡海を試みる矢田義清を水島の戦いで破り、義仲軍の進撃を食い止める。さらに後白河法皇と頼朝の提携を聞いた義仲が京都に急遽引き返すという幸運にも恵まれ、宗盛は屋島に内裏を建設して新たな本拠地とした。これにより平氏は、東の屋島、西の彦島を押さえて瀬戸内海の制海権を掌握し、勢力回復に成功する。
宗盛は義仲軍が撤退すると反攻に転じ、閏10月中旬には早くも海を渡って備前国に進出する。
11月29日には室山の戦いで源行家を破り、播磨国・室の津を支配下に置いた。一方、法住寺合戦で後白河法皇を幽閉した義仲は、頼朝と対決するため平氏との和平を模索するようになっていた。12月頃から本格化した交渉は、翌寿永3年（1184年）正月には「和平の事已に一定」という段階まで漕ぎ着けるが、土壇場で「義仲が後白河法皇を北陸に連れ去るという風聞」「義仲軍による平氏郎従の殺害」「行家の平氏への敵対行動」が問題となり、結局は実現しなかった。孤立無援となった義仲は、正月20日、範頼・義経軍の攻撃により敗死する。

### 一ノ谷の戦い
平氏は寿永3年（1184年）の正月には福原に前線基地を設けて都をうかがうまでになったが、義仲の滅亡により頼朝軍と対峙することになった。21日の公卿議定は、神鏡剣璽の安全のため使者を派遣すべきという意見が優勢だったが、後白河法皇の叡慮により平氏追討が決定する。26日、頼朝に平氏追討宣旨が下され、範頼・義経の率いる平氏追討軍は正月末に西国へ下向した。
福原に陣営を置いた宗盛は、東の生田口に知盛、西の一ノ谷口に忠度、山の手の鵯越口に平盛俊を配備して、強固な防御陣を構築する。福原は北に山が迫り、南に海が広がるという天然の要害であり、東西の守備を固めれば難攻不落と思われた。2月5日、三草山の戦いで資盛が敗退すると、宗盛は山の手に増援として平通盛・教経を向かわせて、北の守備も固めた。
しかし、2月7日の一ノ谷の戦いは「平氏皆悉く伐ち取り了んぬ」という平氏軍の一方的敗戦に終わり、宗盛らは命からがら屋島に落ち延びる。戦後、後白河法皇は捕虜となった平重衡を介して宗盛に神器の返還を求めているが、これに対する宗盛の返書には「6日に修理権大夫（修理大夫とすれば、水無瀬親信）から和平交渉を行うという書状が届いた。合戦してはならないという院宣を守り使者の下向を待っていたが、7日に源氏の不意打ちがあった」という内容が記されている。
事実とすれば、後白河法皇の謀略が戦局に大きな影響を与えたことになる。
この戦いで平氏は平忠度・清房・清貞・知章・通盛・業盛・経正・経俊・敦盛・師盛などの一門や、有力家人の平盛俊を失い、再起不能ともいえる損害をこうむった。また、小松家の維盛・資盛も平氏本隊から離脱した。
宗盛は軍事力での京都奪還を断念したらしく、神器・天皇・女院の帰京と引き換えに讃岐国を知行国として安堵するよう後白河法皇に嘆願している。しかし後白河法皇は神器よりも平氏追討を優先していたため、全く取り合わなかった。重衡が関東に送られたことで、この最後の和平交渉は打ち切られた。

### 屋島・壇ノ浦の戦い
一ノ谷の戦いで陸上兵力の大部分を失ったことで、平氏は屋島・彦島の海上基地を生命線としてひたすら防御を固めた。9月に源範頼軍が西国に侵攻すると平氏は陸上戦闘を回避し、水軍により断続的な攻撃を行うことで戦局を打開しようとする。範頼軍は長門国に達したものの水軍力の不足から彦島を攻略できず、兵粮の欠乏や軍の士気低下に陥った。元暦2年（1185年）正月8日には、源義経が後白河法皇に範頼軍敗退の恐れもあると奏上するなど、状況は平氏にとって有利に展開していた。
しかし、直後の2月に平氏の本拠地・屋島は背後から義経軍の奇襲を受ける。屋島の防備は海上に向けられ陸上からの攻撃は想定しておらず、折りしも田口教能率いる平氏軍の主力は伊予国の河野通信討伐のため不在であり、防備は手薄だった。屋島の内裏は炎上し、狼狽した宗盛は海上に逃れる。海上退避は教能が戻るまでの時間稼ぎだった可能性もあるが、教能は戦わずして義経の軍門に下り、平氏は本拠地だけでなく瀬戸内海の制海権も失うことになった。時を同じくして九州に渡海した範頼軍に原田種直が撃破され（葦屋浦の戦い）、平氏は完全に包囲される形となった。
平氏は彦島に残存兵力を結集して最後の戦いを挑んだが、3月24日、壇ノ浦の戦いで滅亡した。知盛・経盛・教盛ら一門が入水する中、宗盛は死にきれずに泳ぎ回っていたところを息子の清宗とともに引き上げられ捕虜となった。『愚管抄』は「宗盛ハ水練ヲスル者ニテ、ウキアガリウキアガリシテ、イカント思フ心ツキニケリ（宗盛は水泳が上手なため、浮き上がり浮き上がりする中に、生きたいと思うようになった）」とするが、『平家物語』は「西国にていかにもなるべし身の、生きながら捕らわれて、京鎌倉恥をさらすも、あの右衛門督（清宗）ゆゑなり（西国で死ぬはずだった身が、生きながら捕らわれて、京・鎌倉に恥を晒すのも、右衛門督のためだった）」という宗盛の言葉を記しており、子への愛情が死をためらわせる原因だったとしている。

### 最期
4月26日、宗盛は他の捕虜とともに帰京する。浄衣を着た宗盛は、簾を上げた車に清宗と同車して、大路を渡された。車は武士（土肥実平・伊勢義盛）が厳しく警護し、見物人が群れを成して見送った。
5月7日、宗盛・清宗は義経に連行されて鎌倉に向かう。九条兼実は「配流の儀にあらず」と記しており、死罪は決定していたと思われる。宗盛は輿に、清宗は騎馬に乗り、5月16日、鎌倉に入った。6月7日、宗盛は敗軍の将として頼朝の前に引き出される。頼朝は勝者として簾の中から宗盛を眺め、比企能員に自らの言葉を伝えさせた。『吾妻鏡』『平家物語』によれば、宗盛は卑屈な態度に終始して助命を乞い、集まった者から非難・嘲笑されたという。
6月9日、宗盛は京都に送還され、21日に義経の命を受けた橘公長の手により、近江国篠原宿で斬首された。享年39。嫡男・清宗、次男・能宗（幼名・副将）、その他男児二人（名前は不明）も順次処刑され、宗盛の男系血統は途絶えた。『平家物語』では「父子とも野洲で」、『源平盛衰記』では「6月22日に父子とも勢多で斬られた」とも記されている。宗盛・清宗父子の首は、6月23日に六条河原に持って行かれ、検非違使の平知康らが受け取り、獄門の前の木にかけられたという。

### 史跡
野洲市大篠原の山林には、宗盛の胴塚が残されている。さらに近くには、宗盛の首を洗ったと伝えられる「首洗い池」として蛙不鳴池（かわずなかずのいけ）があったが2000年前後の土地開発時に失われている。2021年には、地元住民有志が歴史伝承の一環として池を復元した。

## 人物
『平家物語』での宗盛は優れた人物である兄の重盛との対比として、愚鈍な上に傲慢な性格で、思い上がった振る舞いが多く、そのために他の氏族の反感を買う行為ばかりしていた愚かな人物とされている。
『吾妻鏡』によると源頼朝は壇ノ浦の戦いの直前、弟の範頼に宛てた書状で、「内府は極めて臆病におはせる人なれば、自害などはよもせられじ」と記している。鎌倉に護送された際は、勧められた食事もとらずに泣いてばかりいて、頼朝との対面では弁明もできずひたすら出家と助命を求め、これが清盛の息子かと非難されている。『玉葉』によれば、清盛没後に、宗盛が大食らいのため腹の病になった噂があったり、安徳天皇の大嘗会御禊行幸の儀式で口取りが引く馬から二度も落馬するなど、武家の棟梁としてはあるまじき失態を見せている。『愚管抄』には「宗盛は水泳が上手なため、浮き上がり浮き上がりする中に、生きたいと思うようになり生け捕られた」とある。『玉葉』養和2年3月条には「父は遺恨があれば、ただちに仕返しをした。私は事を荒立てないよう知らぬふりをする」という宗盛の人物像を象徴するような言葉がある。
一方、妻が出産で亡くなった時には官職を返上してその死を嘆き、その妻の遺言で遺児である副将（能宗）を乳母に預けず自分の男手で育てたことや、『平家物語』では処刑の直前の最期の言葉が「右衛門督（清宗）もすでにか」と我が子を思うものであるなど、妻子への情愛深い家庭人であったことがうかがえる。
宗盛の能力についても、武勇はともかく、兵乱の時代を終え王権と結合して政治的に安定した平家政権において求められた、公家社会における実務能力の高い人物として再評価する考えもある。

## 伝説
これらの逸話は伝説であり、真実であるか否かは不明である。
名馬の強奪
源頼政の嫡男・仲綱の所有する名馬「木下（このした）」を欲しがり、地位と権勢にものをいわせて強引に借り受けると二度と返さず、その馬の名前を「仲綱」と改め、馬の尻に「仲綱」の焼印までして社交の場に率いてゆき、源仲綱に屈辱を味わわせる。その恨みが後の源頼政の挙兵の一因とされる。
源競による報復
源頼政が挙兵すると、その配下にいた渡辺党の武者で武勇の誉れ高い源競（みなもと の きそう）は、愛馬を奪われた仲綱の恨みを晴らすため、偽って宗盛に寝返り、競を気に入った宗盛より名馬を譲り受ける。既に自分の名馬を持っているのにまた他人の名馬（仲綱の「木下」）を欲しがる宗盛を軽蔑した競は、その名馬で再び頼政の陣に戻り、その馬のたてがみと尾の毛を切り、尻に「昔は煖廷、今は平宗盛入道」の焼印をして平家方に突き返す。激怒した宗盛は自らの手で競を八つ裂きにするため、配下の武者たちに競を殺さずに捕えるよう命じるが、競は獅子奮迅の活躍の末に壮絶に斬り死に、平家方の武者たちにまで賞賛される。翻って宗盛の狭量さは同じ平家方の武者たちからも軽蔑される。
壇ノ浦の戦い
壇ノ浦の戦いにおいて、平氏の大敗が決定的になり、一門が次々と入水していく中、棟梁である宗盛はうろたえるばかりであった。それを見た平氏の諸将はあまりのみっともなさに嫌気が差し、ついには宗盛を捕まえて、無理やり海に突き落とした。しかし、泳ぎの名手であった宗盛は、源氏の兵に助けられた。宗盛は長男清宗と同様、肥満だったため浮きやすかったという。
頼朝との面会
頼朝と面会した宗盛は、命惜しさのために、頼朝に対し媚びへつらい、それを見た源氏の諸将は宗盛をあざ笑った。頼朝は、宗盛の名を平末国と改名させた。
徳子との関係
妹である建礼門院徳子と通じており、安徳天皇は、徳子と宗盛との間にできた子であるといわれた。
時子との関係
壇ノ浦の戦いにおいて、醜態をさらす息子を見た時子は、宗盛は清盛と自分の子ではないと言った。
清盛との間にできた子が女子であったため、男子を望んでいた清盛のことを考え、京の傘売りの子と実子を取り替えたのだという。捕虜になった際に宗盛は自らこの説を認め、平家の血筋でないことを理由に命乞いをしたとされる。
捕虜となったその後
宗盛は捕虜として、今の逗子付近にしばらく軟禁されていた。地元の領民は、宗盛を始めは快く思っていなかったが、子供と戯れるなど、他の武士には欠けている人間的な情愛を感じて徐々に心を許したという。処刑後は宗盛の死を悼む者が多く、頼朝へ報告する者がいたが不問に付したという。

## 官歴
※日付＝旧暦。年齢は数え年
- 保元2年（1157年・11歳）10月22日：従五位下
- 平治元年（1159年・13歳）12月27日：遠江守（平治の乱の勲功）
- 永暦元年（1160年・14歳）
  - 正月21日：淡路守
  - 4月3日：右兵衛権佐を兼任
- 永暦2年（1161年・15歳）正月27日：従五位上
- 応保2年（1162年・16歳）
  - 正月27日：左兵衛佐。淡路守如元
  - 10月28日：左馬頭。淡路守如元
- 長寛元年（1163年・17歳）12月20日：美作守。左馬頭如元
- 長寛2年（1164年・18歳）11月18日：正五位下
- 永万元年（1165年・19歳）7月25日：従四位下（六条天皇即位。中宮・藤原育子御給）
- 仁安元年（1166年・20歳）
  - 8月27日：従四位上
  - 11月14日：正四位下（大嘗会。後白河上皇御給）
  - 12月30日：左馬頭を辞任（重衡に譲る）
- 仁安2年（1167年）（21歳）
  - 正月7日：右近衛中将。美作守如元
  - 正月9日：禁色勅許
  - 閏7月12日：美作守を辞任
  - 8月1日：参議に補任。右近衛中将如元
  - 12月13日：従三位
- 仁安3年（1168年・22歳）
  - 正月11日：越前権守兼任
  - 3月20日：皇太后宮権大夫兼任
  - 3月28日：正三位（皇太后・平滋子入内の賞）
- 嘉応元年（1169年・23歳）4月12日：皇太后宮権大夫を辞任（院号宣下による）
- 嘉応2年（1170年・24歳12月30日：権中納言。右衛門督兼任
- 承安3年（1173年・27歳10月21日：従二位（最勝光院供養・行幸・行事の賞。建春門院御給）
- 安元元年（1175年・29歳）月日不詳：左衛門督
- 安元2年（1176年・30歳）12月5日：権中納言を辞任（建春門院死去）
- 安元3年（1177年・31歳）正月24日：権中納言に還任。右近衛大将兼任
- 治承2年（1178年・32歳）
  - 正月4日：正二位（朝覲行幸。後白河法皇御給）
  - 4月5日：権大納言。右近衛大将如元
  - 7月10日：右近衛大将を辞任（室・平清子の病）
  - 12月2日：右近衛大将に還任
  - 12月8日：言仁親王勅使別当に補任
  - 12月15日：春宮大夫
- 治承3年（1179年・33歳）
  - 正月：春宮大夫を辞任
  - 2月26日：権大納言・右近衛大将を辞任
- 寿永元年（1182年・36歳）
  - 9月4日：権大納言に還任
  - 10月3日：内大臣
- 寿永2年（1183年・37歳）
  - 正月21日：従一位
  - 2月27日：内大臣を辞任
  - 8月6日：除名

## 系譜
- 父：平清盛（1118-1181）
- 母：平時子（1126-1185） - 平時信の娘
- 正室：平清子（1146-1178） - 平時信の娘
  - 長男：平清宗（1170-1185）
- 継室：不明 - 能宗母
  - 次男：平能宗（1178?-1185）
- 妻：平教盛の娘
- 生母不明の子女
  - 男子
  - 男子
  - 女子 - 平通盛正室

## 画像集

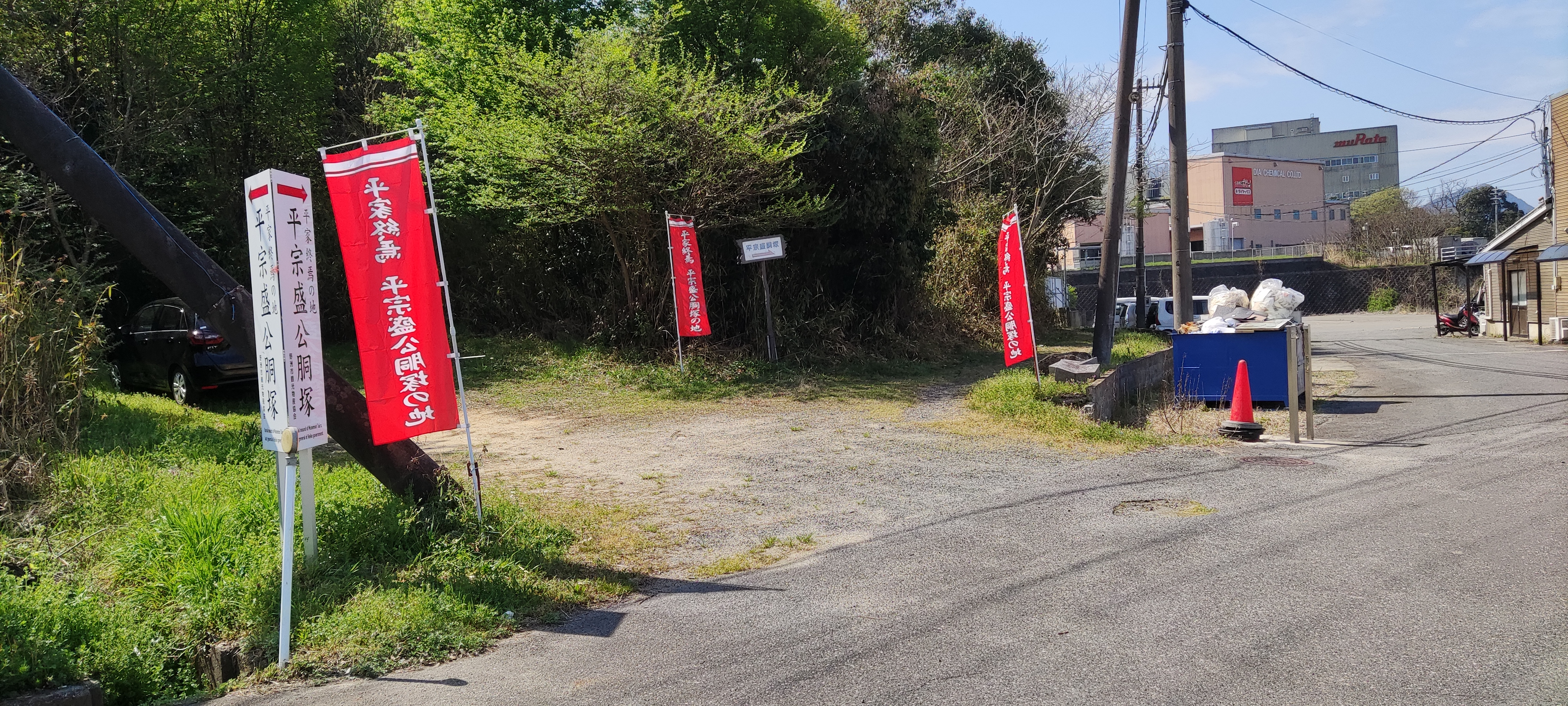
平宗盛公胴塚入口（野洲市）（滋賀県野洲市大篠原88）
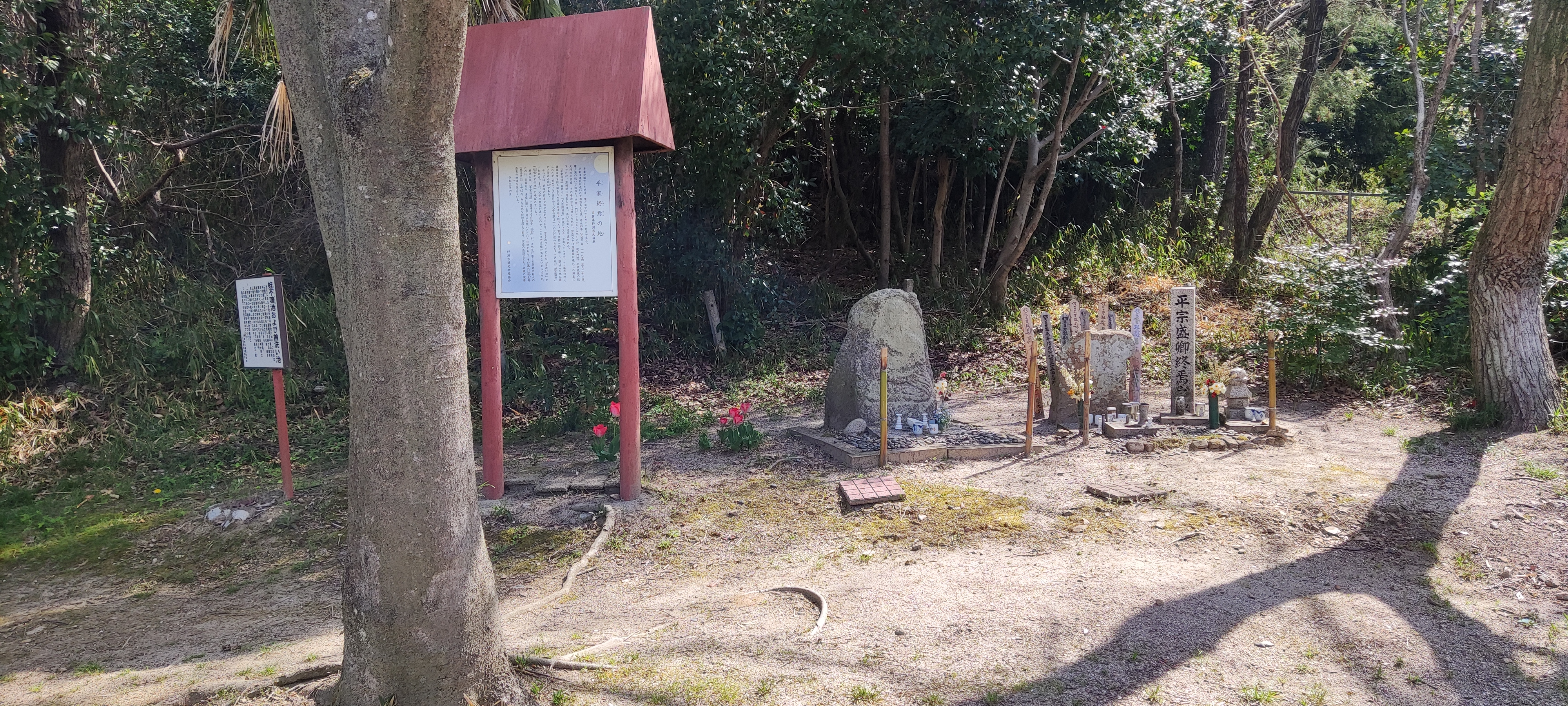
平宗盛卿終焉之地（野洲市）（滋賀県野洲市大篠原74）
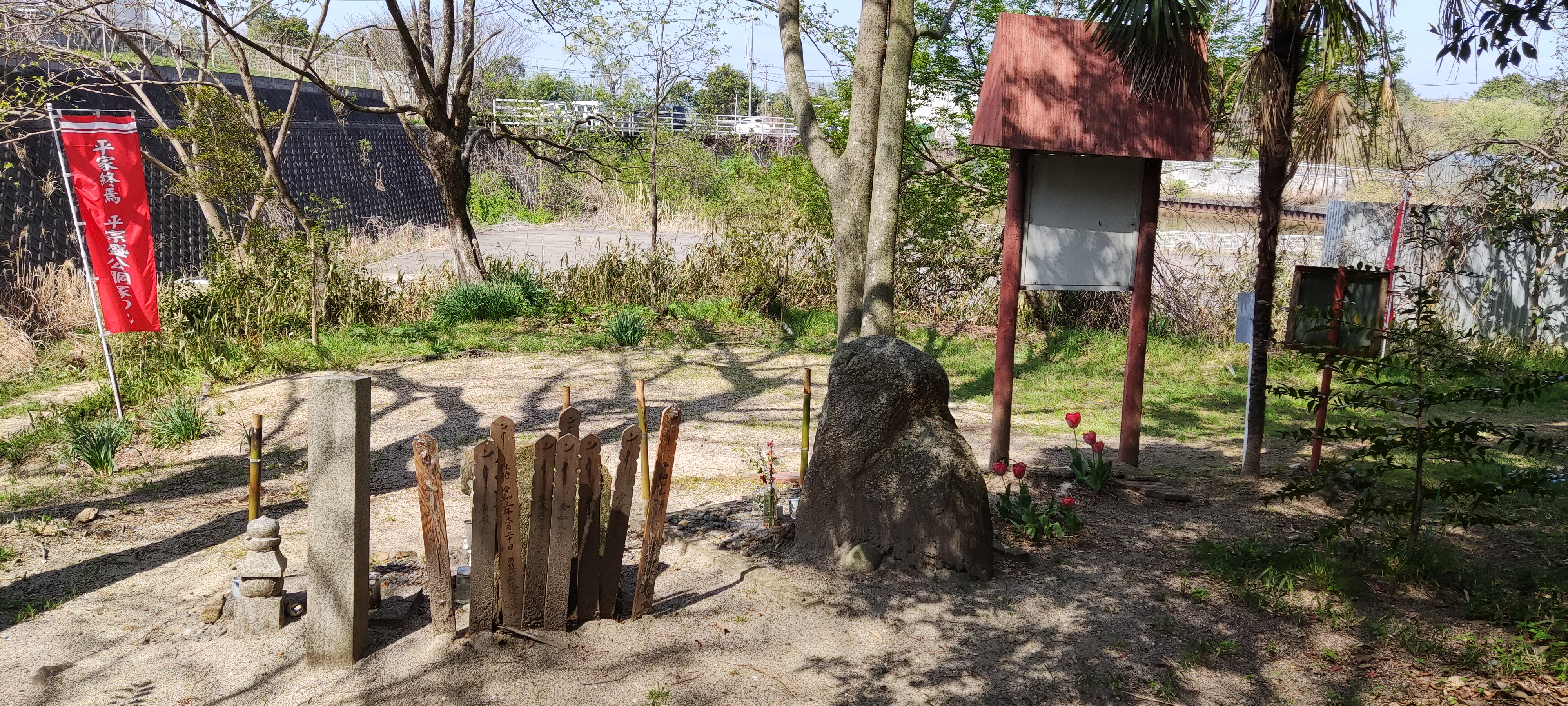
平宗盛卿終焉之地裏側（野洲市）（息子平清宗銅塚は草津市、伝承は不明）